# The Irish Times
The Irish Times es un diario irlandés de gran formato, fundado en Dublín el 29 de marzo de 1859. En 2017 fue nombrado editor Paul O'Neill, quien sucedió a Kevin O'Sullivan. Se publica todos los días a excepción del domingo. Durante la segunda mitad de 2018 contaba con una tirada de 58 131 ejemplares diarios.

## Historia
La primera aparición del periódico con el nombre de The Irish Times se produjo en 1823, pero cerró en 1825. El título fue revivido como una publicación de tres veces por semana por el comandante Lawrence E. Knox, la primera edición se publicó el 29 de marzo de 1859.
Aunque se formó originalmente como un periódico nacionalista protestante, en sus primeros dos décadas y bajo nuevos propietarios se había convertido en portavoz del unionismo con el Reino Unido. Hoy en día ya no es considerado un periódico unionista; generalmente se percibe como políticamente liberal y de centro-derecha en temas económicos.
En 2015, The Irish Times Trust Limited se unió como organización miembro del European Press Prize (European Press Prize).

## Colaboradores famosos
- Garret FitzGerald
- Flann O'Brien
- Maeve Binchy